# Bikku Bitti
Bikku Bitti is een berg in de gemeente Murzuq in het zuiden van Libië. De berg is gelegen in het Tibestigebergte, nabij de grens met Tsjaad. De top van de berg ligt op 2267 meter boven de zeespiegel. Hiermee is de berg het hoogste punt van Libië. 